# Rhein-Marathon
Der Rhein-Marathon war ein Marathonlauf, der seit 1980 in Maximiliansau von der VLG Maximiliansau veranstaltet wurde. Bis 1999 fand er im April oder Mai statt, seit 2000 am 3. Oktober (Tag der Deutschen Einheit). Der Kurs war eine asphaltierte flache Wendepunktstrecke in den Rheinauen, die beim Halbmarathon einmal und beim Marathon zweimal durchlaufen wurde.
2006 fand der Lauf zum letzten Mal statt, die für den 3. Oktober 2007 geplante 28. Auflage wurde ohne Angabe von Gründen im Februar 2007 abgesagt. Die VLG Maximiliansau veranstaltete aber weiterhin den Rhein-Volkslauf mit bis zu Halbmarathondistanzen.

## Statistik

### Streckenrekorde
Marathon
- Männer: 2:23:49, Rolf Hilsendegen, 1982
- Frauen: 2:46:26, Doris Schlosser, 1982

Halbmarathon
- Männer: 1:04:22, Stephan Freigang, 1995
- Frauen: 1:12:13, Katrin Dörre-Heinig, 1995